# كريس موريس (ممثل)
كريس موريس (بالإنجليزية: Chris Morris)‏ هو كاتب سيناريو وكاتب ومقدم برامج إذاعية ومنتج أفلام ومخرج وممثل بريطاني، ولد في 5 سبتمبر 1965 في المملكة المتحدة.

## أعمال

### أفلام
- (2006) البحرية
- (2010) أربعة أسود[5]
- (2013) المزدوج

### مسلسلات
- ذا آي تي كراود

## وصلات خارجية
- كريس موريس على موقع IMDb (الإنجليزية)
- كريس موريس على موقع ألو سيني (الفرنسية)
- كريس موريس على موقع ميوزك برينز (الإنجليزية)
- كريس موريس على موقع أول موفي (الإنجليزية)
- كريس موريس على موقع قاعدة بيانات الأفلام السويدية (السويدية)
- كريس موريس على موقع أول ميوزيك (الإنجليزية)
- كريس موريس على موقع ديسكوغز (الإنجليزية)
- كريس موريس على موقع قاعدة بيانات الفيلم (الإنجليزية)
- كريس موريس على موقع كينوبويسك (الروسية)